# Троицкая церковь (Богородицк)
Троицкая церковь (Свято-Троицкий собор) — утраченный Соборный православный храм города Богородицк, Тульской губернии.

## История
Возникновение соборного Троицкого прихода относится к 1821 году, хотя Троицкая церковь без значения Соборной сосуществовала со своим приходом в XVIII столетии. Вследствие крайней ветхости она была упразднена в 1768 году и прихожане были присоединены к Свято-Казанской церкви, что в селе Богородицк. Село в то время считалось городом и располагалось в 1,5 верстах от города и Казанских храм числился Соборной церковью, но село Богородицкое не удержало за собой значения города и вследствие местных условий другая часть Богородицкой волости, именно та, которая составляет сегодняшний г. Богородицк, получила статус города.
С окончательным определением городского района, прихожане бывшей Троицкой упразднённой церкви в 1768 году, вошли с прошением о дозволении им построить новый каменный храм в честь святой Троицы Живоначальной, на что им было дано разрешение, при чём новый храм должен был именоваться Соборной г. Богородицка церковью. Все прихожане бывшей Троицкой церкви причислялись к новой соборной церкви.
Новый каменных храм был построен в 1816—1821 годах на средства прихожан и особом участии купца Н. К. Силичева. Однокупольный храм в стиле классицизм с боковыми портиками, трапезной и трёхъярусной колокольней под шпилем. В трапезной храма было два предела: с правой стороны в честь Казанской Божией Матери, а с левой в честь архангела Михаила. В 1883 году установленный иконостас был заменён новым.
Причт состоял из трёх священников, дьякона и трёх псаломщиков. Имелось полевой и сенокосной церковной земли 106 десятин.
С 1894 года в приходе открыто церковно-приходское училище.
Общее число прихожан в 1895 году составляло 886 человек мужского пола и 956 женского. В 1916 году число прихожан составляло 1769 человек.
В 1929 году собор закрыли, в середине 1930-х годов сломали колокольню, а в 1939 году демонтировали саму церковь. На месте церкви разбит сквер и установлен в 2015 году памятник Екатерине II.